# جاك روبنسون (موسيقي)
جاك روبنسون (بالإنجليزية: Jack Robinson)‏ هو موسيقي ومنتج أسطوانات وكاتب أغاني أمريكي، ولد في 17 يناير 1938 في سياتل في الولايات المتحدة.